# 帕特·休斯
帕特·休斯（英語：Pat Hughes，1902年12月21日—1997年5月8日），英国男子网球运动员。他曾获得澳大利亚网球公开赛男子双打冠军、法国网球公开赛男子双打冠军以及温布尔登网球锦标赛男子双打冠军。